# Oxynetrina
De Oxynetrina zijn een subtribus van vlinders in de geslachtengroep Pyrrhopygini van de familie dikkopjes (Hesperiidae). Deze groep werd voorheen ook wel als de geslachtengroep Oxynetrini van de onderfamilie Pyrrhopyginae behandeld. Moleculair fylogenetisch werk door Warren et al., waarvan de resultaten in 2008 en 2009 werden gepubliceerd, maakte echter aannemelijk dat de Pyrrhopyginae ergens in de onderfamilie Pyrginae moesten worden geplaatst, waarmee de rang veranderde in die van een tribus, en die van de tribus Oxynetrini in die van subtribus.

## Geslachten
- Oxynetra C. & R. Felder, 1862
- Cyclopyge Mielke, 2002